# Desfeminización
La desfeminización consiste en un proceso biológico en el que las neuronas se reestructuran a favor de una organización cerebral masculina.

## Teoría
Inicialmente se pensaba un mero producto de los andrógenos, especialmente de la testosterona, sin embargo, tras descubrirse en 1963 que la administración de estradiol en la fase perinatal tenía los mismos efectos (desfeminización) que la administración de testosterona se propusieron nuevas vías de abordaje para la explicación de este proceso. 
Poco después se descubrió que la testosterona puede derivar en estradiol (hormona considerada femenina por excelencia) en un proceso llamado aromatización. Evidentemente, la aromatización se da centralmente tras la barrera hematoencefálica. La causa de ello es la enzima 5-alfa-aromatasa. De este modo, la testosterona atravesaría esta barrera para transformarse en estradiol a nivel central siendo, en última instancia, quien se encargaría de la desfeminización.
Ahora bien, si esto es así, ¿por qué las mujeres no se desfeminizan si son quienes poseen mayores cantidades de dicha hormona? La respuesta a esto se encuentra en una glucoproteína periférica llamada alfa-feto-proteína. Esta glucoproteína se da en la etapa perinatal hasta el decimoquinto día aproximadamente y tiene como función principal la de bloquear o inutilizar al estradiol cuando este se encuentra en plasma, de modo que le es imposible acercarse tan siquiera a la barrera hematoencefálica y mucho menos al cerebro. 
Cabría preguntarse si carencias de esta hormona podrían tener alguna relación con la bisexualidad en humanos. Experimentos con ratas respaldan esta hipótesis.